# Lato (krój pisma)
Lato – bezszeryfowy krój pisma dostępny w postaci fontu WOFF2, WOFF, EOT i TTF, zaprojektowany przez Łukasza Dziedzica w 2010 roku.
Początkowo krój pisma był projektowany dla klienta korporacyjnego, jednak ostatecznie został udostępniony publicznie na otwartej licencji SIL Open Font License. Nazwa pochodzi od polskiego słowa „lato”. Font jest również dostępny w serwisach Google Fonts i Adobe Fonts, gdzie cieszy się dużą popularnością.